# Cratera de Carswell
Carswell é uma cratera no norte de Saskatchewan,no Canadá. Ele está 39 km (0 mi) em diâmetro e estima-se que a sua formação está entre 115 ± 10 milhões anos (Pré Cretáceo). A cratera é exposta na superfície.